# محمد امان
محمد امان (انگلیسی: Mohammed Aman؛ زادهٔ ۱۰ ژانویهٔ ۱۹۹۴) یک دونده دو نیمه‌استقامت اهل اتیوپی است. از افتخارات وی میتوان وی میتوان به کسب مدال طلا دو ۸۰۰ متر ۲۰۱۳ مسکو اشاره کرد.